# Alianza Chorrillos
Alianza Chorrillos es un club de fútbol del distrito de Chorrillos perteneciente al Departamento de Lima del Perú. Fue fundado en 1914 y jugó en la Primera División del Perú a fines de la década de 1920.

## Historia
Alianza Chorrillos fue fundado el 6 de mayo de 1914 siendo el club más antiguo de los Balnearios de Lima. Se afilió en 1915 a la Liga Peruana de Foot Ball. Fue campeón de Segunda División en 1916 logrando el ascenso a Primera. Se mantuvo en la máxima categoría hasta el campeonato de 1919.
En 1927 logró el primer lugar de la Tercera Serie de División Intermedia y ascendió a Primera División del Perú. En el campeonato de 1928 se mantuvo a mitad de tabla en su grupo y salvó la categoría. Un año después terminó en último lugar del campeonato de 1929 y desciende a la División Intermedia. En 1930, Alianza Chorrillos terminó penúltimo en Intermedia y descendió a la Segunda División de Lima. 
Participó de la Liga de Lima hasta la creación de la Liga de Balnearios del Sur donde logró el título en 1959. Jugó en el triangular de ascenso a la Segunda División frente a Sport Dinámico del Callao y a Combinado Rímac de Lima donde logró el primer lugar y subió a Segunda. En la Segunda División 1960 descendió a falta de una fecha tras perder 3-0 con Carlos Concha regresando a la Liga de Balnearios.
En el periodo 2012, el club perdió la categoría de la Tercera División de la liga y aplicando el reglamento de las bases quedó desafiliado para el año siguiente. Retornó a la Tercera de Chorrillos para la temporada 2014, desempeñando una regular campaña. En la temporada 2015 terminó en segundo lugar de su grupo detrás de Unión Buenos Aires de Villa y quedó sin oportunidades de ascender a la Segunda División de Chorrillos. Al año siguiente logró el ascenso a la Segunda distrital luego de ganar la serie B del torneo de Tercera División de Chorrillos 2016. Sin embargo, el club no se presentó en el presente año, a participar en la  Segunda División de la liga de  Chorrillos.
En 2018 sumó dos walkover en la Tercera División de la liga de  Chorrillos y fue retirado del torneo. Al año siguiente no participó de torneos oficiales.

## Jugadores
De sus filas surgió Juan de la Vega, quien luego jugó en Alianza Lima y en la selección peruana en el Campeonato Sudamericano 1959 y en el de 1963.

## Entrenadores
Ulises Pacheco (1960)

## Uniforme

### Uniforme desde 1914 al 1970
| Titular 1 | Titular 2 | Titular 3 | Titular 4 | Titular 5 | Titular 6 | Titular 7 | Titular 8 |  |

### Uniforme desde 1975 al 2019
| Titular 1 | Titular 2 | Titular 3 | Titular 4 | Titular 5 | Titular 6 | Titular 7 | Titular 8 |

## Palmarés

### Torneos regionales
- Liga de Fútbol de los Balnearios del Sur: 1959.